# Quận Charlotte, Virginia
Quận Charlotte là một quận thuộc tiểu bang Virginia, Hoa Kỳ.
Quận này được đặt tên theo hoàng hậu Charlotte, vợ của George III của Anh. Theo điều tra dân số của Cục điều tra dân số Hoa Kỳ năm 2000, quận có dân số 12.472 người. Quận lỵ đóng ở Charlotte Court House6. Quận được lập năm 1764 từ quận Lunenburg, Virginia.

## Địa lý
Theo Cục điều tra dân số Hoa Kỳ, quận có diện tích km2, trong đó có km2 là diện tích mặt nước.

### Quận giáp ranh
- Quận Prince Edward - đông bắc
- Quận Lunenburg - đông
- Quận Mecklenburg - đông nam
- Quận Halifax - tây nam
- Quận Campbell - tây
- Quận Appomattox - tây bắc